# Er was eens 'n voorbijganger...
Er was eens een voorbijganger... is een stripreeks bedacht en gemaakt door Enki Bilal (tekeningen) en Pierre Christin (tekst). De reeks verscheen in de periode 1975-1983 bij uitgeverij Dargaud en bestaat uit vijf delen. Van de eerste drie delen verscheen in 2003 een integrale versie.

## Verhalen
Deze stripreeks die in Frankrijk werd gepresenteerd als "Histoires Fantastiques" wordt tegenwoordig tot de klassiekers op stripgebied gerekend. In de Nederlandse uitgave kregen de albums mee dat het gaat om een eigentijds sprookje, echter wordt het 'fantastische' element gaande de verhalen steeds minder. Hetzelfde gebeurt met “de voorbijganger”, de hoofdpersoon in de reeks, wiens naam in het ongewisse blijft. In de eerste verhalen is de "Voorbijganger"  heel prominent aanwezig, terwijl in het laatste album zijn optreden nog slechts eenmalig is. Naast  de humoristische verhalen hebben de albums ook een maatschappijkritische boodschap. Met name hieraan kan men zien dat de verhalen nu gedateerd zijn. Het zijn politieke kwesties die speelden in de jaren zestig en zeventig, een fabrieksdirecteur, de burgemeester en de dokter konden in die tijd nog regeren als patriarchen. 

## De albums
| Nummer | Titel                             | Verschenen | Uitgeverij |
| ------ | --------------------------------- | ---------- | ---------- |
| 1      | Het dorpje dat ging vliegen       | 1975       | Dargaud    |
| 2      | Het schip van steen               | 1976       | Dargaud    |
| 3      | De onbestaanbare stad             | 1977       | Dargaud    |
| 4      | De falangisten van de zwarte orde | 1979       | Daedalus   |
| 5      | De jacht                          | 1983       | Dargaud    |